# Hamoaze

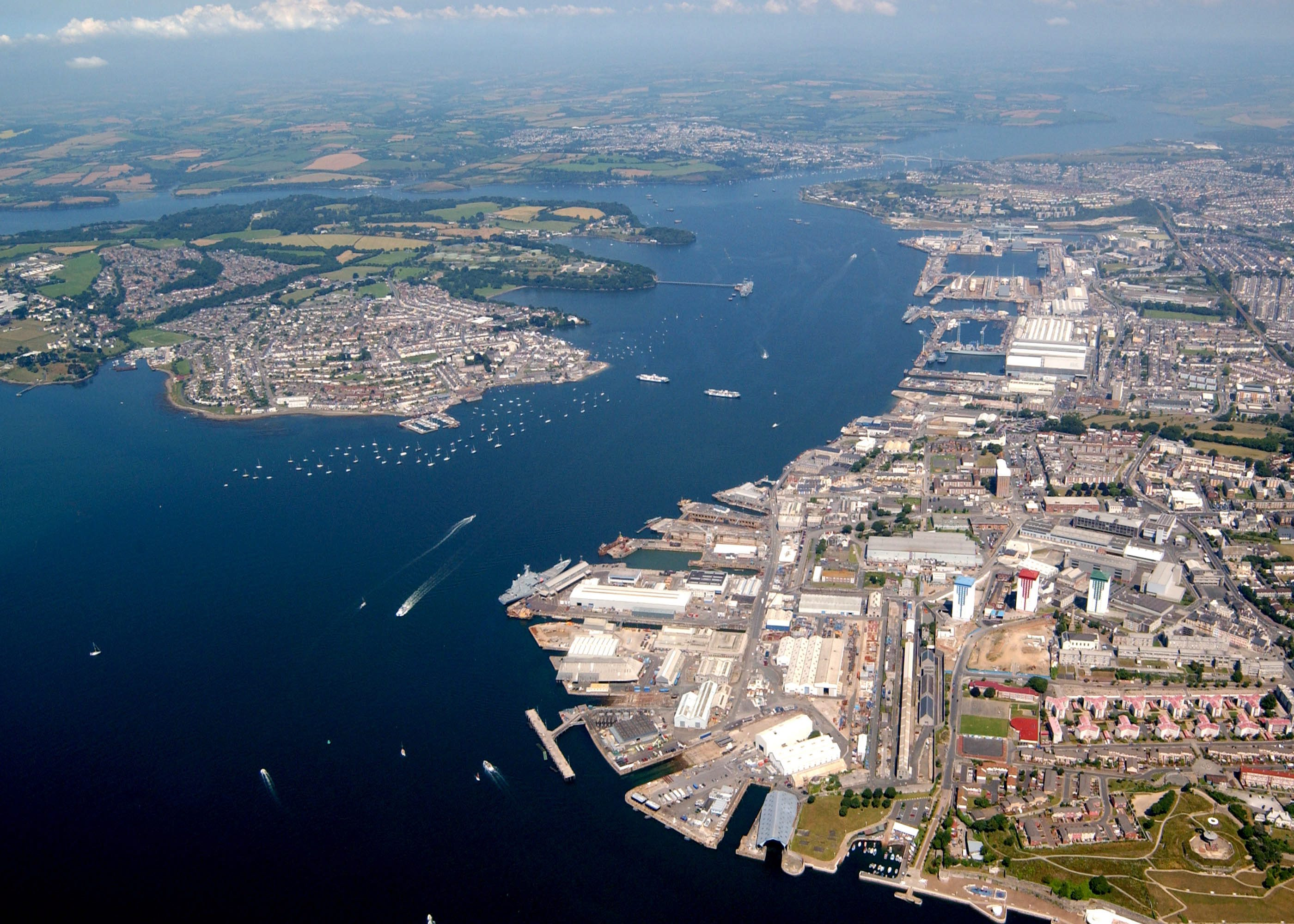
Desembocadura del Hamoaze en el Puerto de Plymouth

El Hamoaze es un estuario afluente del río Tamar localizado entre la confluencia del Lynher y la bahía de Plymouth Sound, en Inglaterra.

## Etimología
La primera mención del río se hizo en 1588 como "río de Hamose". En aquel entonces era considerado un arroyo del estuario que seguía su curso en dirección a Ham, hoy parte de los muelles del puerto de Devonport. Posteriormente, la nomenclatura se aplicó al estuario del canal principal.
Según el inglés antiguo, la palabra deriva de Wāse, cuyo significado es "fango", el cual se encuentra en el arroyo a baja profundidad.

## Geografía
El río fluye hasta el muelle del puerto de Devonport, una de las tres sedes principales de la Royal Navy. Es frecuente ver pequeños navíos de guerra por la zona, la cual está regida por la Queen's Harbour Master de Plymouth.
A lo largo de su curso fluvial discurre por varias localidades: Saltash, Wilcove, Torpoint y Cremyll (Cornualles), además de Devonport y Plymouth (Devon).